# Половинчик (Черкасская область)
Половинчик (укр. Половинчик) — село в Уманском районе Черкасской области Украины.
Население по переписи 2001 года составляло 526 человек. Почтовый индекс — 19163. Телефонный код — 4746.

## Местный совет
19133, Черкасская обл., Монастырищенский р-н, с. Половинчик, ул. Мира, 3